# Sonorella apache
Sonorella apache är en snäckart som beskrevs av Henry Augustus Pilsbry och James Henry Ferriss 1915. Sonorella apache ingår i släktet Sonorella och familjen Helminthoglyptidae. Inga underarter finns listade i Catalogue of Life.